# یواس‌اس دونپورت (پی‌اف-۶۹)
یواس‌اس دونپورت (پی‌اف-۶۹) (به انگلیسی: USS Davenport (PF-69)) یک کشتی بود که طول آن ۳۰۳ فوت ۱۱ اینچ (۹۲٫۶۳ متر) بود. این کشتی در سال ۱۹۴۳ ساخته شد.